# Trophée Jean-Pierre-Graff
Le Trophée Jean-Pierre-Graff récompense le meilleur espoir de la saison en Ligue Magnus (championnat de France de hockey sur glace). Il a été décerné pour la première fois à l'issue de la saison 1980-1981.
‌

## Palmarès
| Saison    | Joueur                                 | Club                                             |
| --------- | -------------------------------------- | ------------------------------------------------ |
| 1980-1981 | Aram Kevorkian                         | Jets de Viry-Essonne                             |
| 1981-1982 | Christophe Ville                       | Saint-Gervais                                    |
| 1982-1983 | Laurent Lecomte                        | Jets de Viry-Essonne                             |
| 1983-1984 | Philippe Bozon                         | Megève                                           |
| 1984-1985 | Serge Djelloul                         | Megève                                           |
| 1985-1986 | Pierre Pousse                          | Saint-Gervais                                    |
| 1986-1987 | François Dusseau                       | Gothiques d'Amiens                               |
| 1987-1988 | Georges Roul                           | Diables rouges de Briançon                       |
| 1988-1989 | non décerné                            | non décerné                                      |
| 1989-1990 | Stéphane Barin                         | Brûleurs de loups de Grenoble                    |
| 1990-1991 | Mickaël Babin                          | Dragons de Rouen                                 |
| 1991-1992 | Lionel Orsolini                        | Huskies de Chamonix                              |
| 1992-1993 | Karl Dewolf                            | Diables Rouges de Valenciennes                   |
| 1993-1994 | Benjamin Agnel et Stéphane Arcangeloni | Brûleurs de loups de Grenoble                    |
| 1994-1995 | Maurice Rozenthal                      | Flammes Bleues de Reims                          |
| 1995-1996 | François Rozenthal                     | Flammes Bleues de Reims                          |
| 1996-1997 | Laurent Gras                           | Gothiques d'Amiens                               |
| 1997-1998 | Laurent Meunier                        | Lions de Lyon                                    |
| 1998-1999 | Yven Sadoun                            | Jets de Viry-Essonne                             |
| 1999-2000 | Brice Chauvel                          | Léopards de Caen                                 |
| 2000-2001 | Romain Carrara                         | Flammes Bleues de Reims                          |
| 2001-2002 | Xavier Daramy                          | Orques d'Anglet                                  |
| 2002-2003 | Kevin Hecquefeuille                    | Gothiques d'Amiens                               |
| 2003-2004 | Christophe Tartari                     | Brûleurs de loups de Grenoble                    |
| 2004-2005 | Pierre-Édouard Bellemare               | Dragons de Rouen                                 |
| 2005-2006 | Damien Fleury                          | Drakkars de Caen                                 |
| 2006-2007 | Sacha Treille                          | Brûleurs de loups de Grenoble                    |
| 2007-2008 | Henri-Corentin Buysse                  | Gothiques d'Amiens                               |
| 2008-2009 | Anthony Guttig                         | Ducs de Dijon                                    |
| 2009-2010 | Ronan Quemener                         | Rapaces de Gap                                   |
| 2010-2011 | Loïc Lampérier                         | Diables rouges de Briançon                       |
| 2011-2012 | Anthony Rech                           | Dragons de Rouen                                 |
| 2012-2013 | Nicolas Ritz                           | Ducs de Dijon                                    |
| 2013-2014 | Antoine Bonvalot                       | Brûleurs de loups de Grenoble                    |
| 2014-2015 | Jordann Perret Fabien Kazarine         | Brûleurs de loups de Grenoble Gothiques d'Amiens |
| 2015-2016 | Maurin Bouvet                          | Rapaces de Gap                                   |
| 2016-2017 | Alexandre Texier                       | Brûleurs de loups de Grenoble                    |
| 2017-2018 | Valérian Mathieu Rudy Matima           | Étoile noire de Strasbourg Gothiques d'Amiens    |
| 2018-2019 | Hugo Gallet                            | Boxers de Bordeaux                               |
| 2019-2020 | Quentin Papillon                       | Scorpions de Mulhouse                            |
| 2020-2021 | Jules Boscq                            | Hormadi Anglet                                   |
| 2021-2022 | Tomas Simonsen                         | Gothiques d'Amiens                               |
| 2022-2023 | Dylan Fabre                            | Brûleurs de loups de Grenoble                    |
| 2023-2024 | Quentin Tomasino                       | Dragons de Rouen                                 |
| 2024-2025 | Enzo Carry                             | Boxers de Bordeaux                               |